# Côm háo ẩm
Côm háo ẩm, Côm cánh ướt hay Cà na (danh pháp hai phần: Elaeocarpus hygrophilus) là một loài thực vật thuộc họ Côm. Loài cây này phân bố ở Đông Nam Á. Đây là cây gỗ cao từ 10-25m. Lá có phiến hình trái xoan ngược, thót lại trên cuống về phía gốc, thót tù lại ở đầu, rất nhẵn, gần như dai, màu lục ở mặt trên, nhạt màu ở mặt dưới, có răng lượn sóng, dài 4–9 cm, rộng 18-30mm. Hoa thành chùm có lông mềm, màu bạc ở nách những lá đã rụng, dài 4–7 cm, có cuống dài 3-5mm. Quả hạch hình bầu dục nhọn, dài 3 cm; nhân 1 hạt.